# 吳士元 (萬曆進士)
吴士元（？—？），字来复，號長吉，江西南昌府進賢縣人。

## 生平
万历四十三年（1615年）乙卯科江西乡试举人，四十七年（1619年）己未科進士，考选庶吉士，天啓元年（1621年）七月授检讨，充展书官，教习内书堂，三年二月充实录纂修官，本年养病归乡。四年復除原职，五年二月为会试同考官，十一月管理诰敕撰文。崇祯继位，修国史，封晋藩，便道引疾归里。旋起升右春坊右赞善。四年二月，升左春坊左諭德、兼翰林院侍講、管國子監司業事，五年（1632年）迁国子监祭酒，掌南京翰林院，诏修十三经、二十一史，擢詹事，掌翰林院事。凡明經廷试故事最髦者辄遥授四人，士元謂縻以空名，实锢之也，政府以违例为言，士元力持，竟减往额者二。仕至礼部右侍郎，连疏乞归，卒赠礼部尚书。

## 家族
曾祖吳差用。祖父吳章。父吳仲，舉人、知縣。